# Friedhofskapelle zu den Vierzehn Nothelfern (Welden)

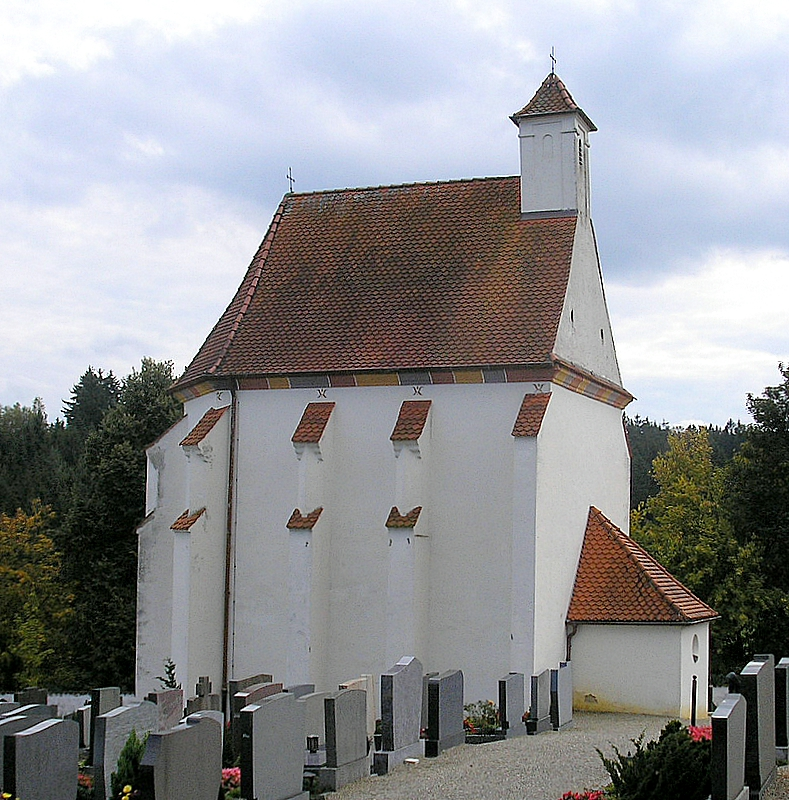
Gesamtansicht von Norden

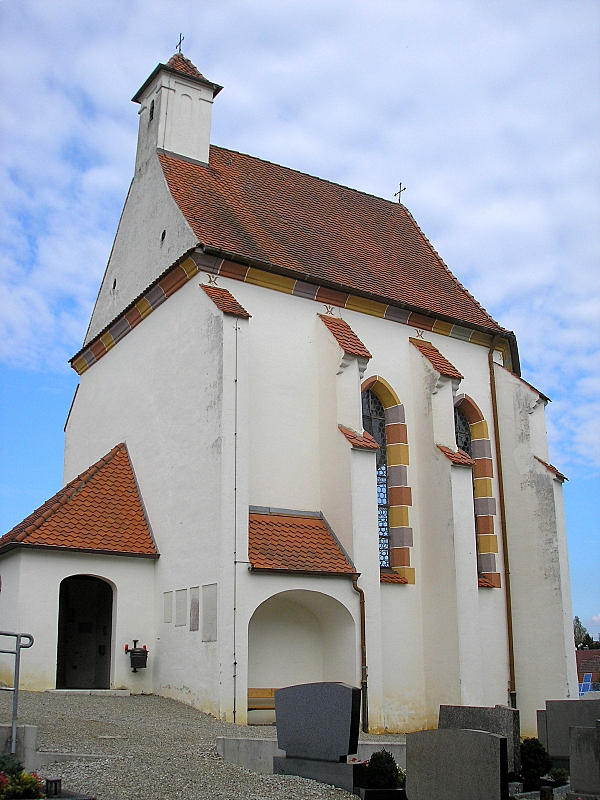
Die Südseite

Die spätgotische Friedhofskapelle zu den Vierzehn Nothelfern liegt auf einer Anhöhe westlich des Marktes Welden im Landkreis Augsburg (Schwaben). Das kleine Gotteshaus ist einer der wenigen nahezu unverändert erhaltenen mittelalterlichen Sakralbauten im Augsburger Umland.

## Geschichte
Die kleine Kirche geht wohl auf ein Pestgelübde des Dorfherren Albrecht von Welden zurück. Der Bau wurde nach einer Inschrift über dem Ostfenster im Jahre 1495 begonnen: In der Er gotz – und, der XIIII not – helffer baut gestift, Aulbrecht vo Welden, 1496 duz gotzhus.
Ursprünglich war zweifellos eine größere Kirche geplant, von der nur der Chor ausgeführt werden konnte. Wahrscheinlich hängt die Einstellung des Baues mit dem bereits 1495 erfolgten Umzug des Stifters zusammen. Herzog Eberhard von Württemberg hatte den Ritter für zehn Jahre zu seinem Zahl- und Küchenmeister bestimmt. Als Amtssitz wurde dem Weldener das Schloss in Göppingen zugewiesen. Im Jahr 1680 wurde die Kapelle barockisiert. Man schlug hierzu die Gewölberippen herunter und nutzte die Gewölbefläche als Träger für ein Deckenfresko. Damals kamen auch der bis 1967 erhaltene Altar und weitere Ausstattungsstücke in den Kirchenraum.
Im 18. Jahrhundert wurden einige Renovierungsarbeiten durchgeführt. Der kleine Dachreiter entstand 1778 anlässlich einer Dachsanierung. Eine erste grundlegende Sanierung der Kapelle fand 1823 statt. Im Folgejahr musste die Glocke nach einem Diebstahl ersetzt werden. 1820 wollte das königliche Rentamt Zusmarshausen das kleine Gotteshaus abbrechen lassen, um die Steine für den Schulhausneubau in Welden verwenden zu können. Die Bürgerschaft des Marktes erhob jedoch erfolgreich Einspruch.
Bereits 1870 war die Kirche wieder vom Abbruch bedroht, da weder die Kirche noch die Gemeinde für den Bauunterhalt aufkommen wollten. Einige engagierte Bürger gründeten deshalb einen „Verein zu den Vierzehn Nothelfern“, dem rasch über 200 Einwohner beitraten. 1871 hatte man schon 265 Gulden eingenommen.
1907 finanzierte der Verein die Renovierung der Friedhofskapelle durch einen einheimischen Kirchenmaler. Meister Karl Kränzle erhielt 295 Mark, von denen 250 Mark vom Vierzehn-Nothelfer-Verein übernommen wurden. 1923 verlor der Verein infolge der Inflation sein Vermögen und wurde aufgelöst. 1951 beschloss die Kirchengemeinde unter Pfarrer Heinrich Schmid die Sanierung und Wiederherstellung des mittelalterlichen Kirchengebäudes. Ab 1949 war bereits die Pfarrkirche grundlegend erneuert worden.
Die Kirchenverwaltung entschied sich nach Befragung der Gemeinde für die Wiederherstellung des mittelalterlichen Zustandes. Die abgeschlagenen Gewölberippen wurden rekonstruiert und die alte Westempore entfernt. Der Versuch der Mauerwerkstrockenlegung scheiterte allerdings. Aus diesem Grunde begann der Ortsheimatpfleger ab 1963 mit der Vorbereitung einer Generalsanierung des ortsbildprägenden Denkmales. Diese Maßnahmen konnten zwischen 1966 und 1968 durchgeführt werden. Die Gesamtrenovierung wurde am 26. April 1970 mit der Weihe der Kapelle offiziell abgeschlossen.
Noch bis nach dem Ersten Weltkrieg zogen die Gläubigen der umliegenden Gemeinden zur Fürbitte in die kleine Kirche. Ihre frühere Bedeutung als Wallfahrtsstätte hatte die Friedhofskapelle jedoch durch den Bau der Votivkirche St. Thekla in der Mitte des 18. Jahrhunderts weitgehend eingebüßt. Heute ist das Vorzeichen meist geöffnet, dann versperrt allerdings ein schmiedeeisernes Gitter den Eintritt in den Kirchenraum.

## Beschreibung

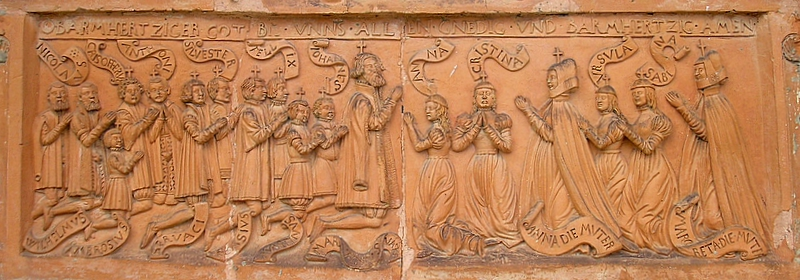
Die Familie Hohenrainer. Unterteil des Terrakottaepitaphes unter dem Ostfenster

Die Kapelle liegt etwa 700 m westlich der Pfarrkirche erhöht auf einem Hügel am Ortsrand. Kirche und Friedhof werden von einer verputzten Mauer umgeben.
Der schlanke Baukörper wird durch zehn kräftig ausspringende Strebepfeiler gegliedert, zwischen denen im Süden und Osten einfache Spitzbogenfenster den Innenraum belichten. Bis auf die beiden westlichen sind die Strebepfeiler in origineller Weise einmal abgestuft. Über den hohen Unterteilen ist das Mauerwerk zweikantig abgeschrägt. Darüber kragt die schräge Verdachung in drei ausgerundeten Stufen aus. Unter dem Ostfenster schützt eine moderne Verdachung das große Terrakottaepitaph des Notares und Schulmeisters Georg Hohenrainer und seiner beiden Ehefrauen.
Auf dem Westgiebel des ziegelgedeckten Satteldaches sitzt ein kleiner Dachreiter. Der Dachstuhl des Kehlbalkendaches ist am östlichen Binder auf 1497 und 1607 datiert.

Die dekorative Bemalung der Fensterlaibungen und des Traufgesimses wurde bei der Sanierung von 1966/69 nach Befund erneuert. Aus dieser Zeit stammt auch das rechteckige Vorzeichen (Vorbau) der Westfassade, durch das man heute von Süden in den Innenraum gelangt.

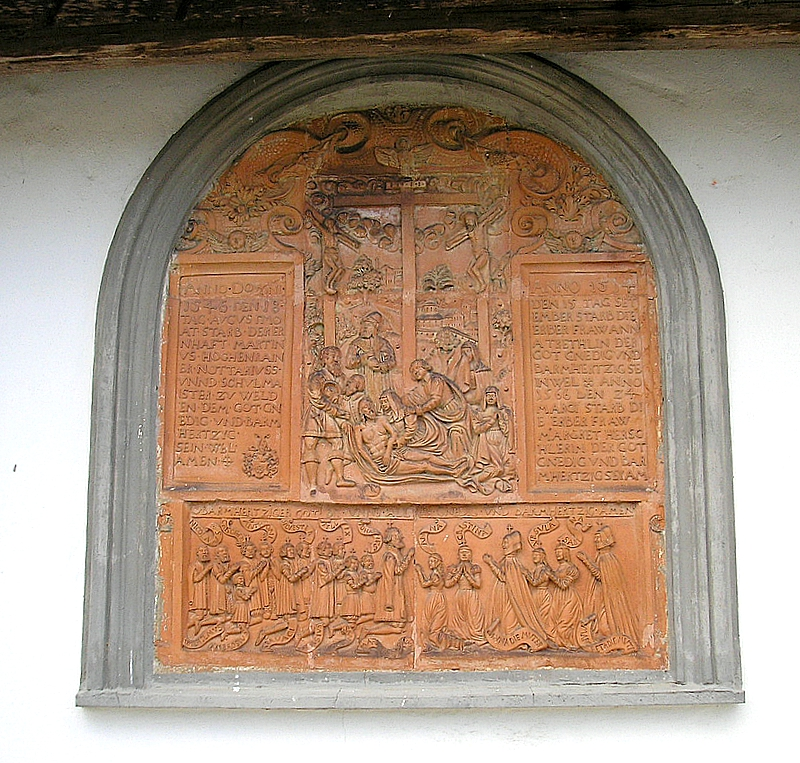
Das Terrakottaepitaph der Familie Hohenrainer

### Das Epitaph Hohenrainer
Unter dem Ostfenster ist das bemerkenswerte Epitaph der Familie Hohenrainer in das Mauerwerk eingelassen. Das Grabmal erinnert an den 1546 verstorbenen Georg Hohenrainer und seine beiden Frauen Anna Trethlin († 1514) und Margaretha Herschlerin († 1566). In der Mitte der großen Terrakottatafel ist die Beweinung Christi zu sehen. Unten sind die Verstorbenen mit ihren vier Söhnen und elf Töchtern dargestellt. Bis auf die beiden Stifter Nikolaus und Wilhelmus waren damals bereits alle Familienmitglieder nicht mehr am Leben.

### Inneres
Das Innere wird durchgehend von einem Netzgewölbe auf – wohl modernen – Pflockkonsolen überspannt, dessen schematische Figuration aus überkreuzten Rauten und einem halben Stern (Chorschluss) die Erneuerung in den 1950er-Jahren verrät. Hinter den drei Gewölbejochen schließt das Mauerwerk in drei Seiten des Achtecks.
Der barocke Hochaltar fiel während der Kirchenrenovierung am 11. März 1967 dem Brand der Leichenhalle zum Opfer. Das Altarblatt und die Figuren blieben damals jedoch erhalten und wurden später wieder in die Kapelle zurückgebracht. Von der älteren Ausstattung sind ein hl. Paulus (um 1500) und ein Kruzifix (um 1520) überkommen. Die Pietà (um 1720) und die „Regina coeli“ (um 1680) des verbrannten Altares wurden 1969 neu gefasst (bemalt).
Um 1820 entstanden die volkstümlichen Kreuzwegtafeln an den Längswänden.